# 水樹奈奈
水樹奈奈（日语：／ Mizuki Nana；1980年1月21日—），本名近藤奈奈（ 日语：／ Kondō Nana */?），是日本女性聲優兼歌手。出生於愛媛縣新居濱市。有個妹妹名字是近藤美香（MiKA），為Daisy×Daisy主唱。

## 概要
- 水樹奈奈原以演歌歌手為目標，自小受父親訓練演歌，高中時就讀堀越高等學校中容許較低出席率的藝能科，儘管有所屬的經紀公司，卻遲遲未有歌手出道機會，所以為學校裡少數幾乎全勤的學生，並為領獎學金以貼補家用而相當用功，經常全校第一名。
- 因為熱愛動漫而對配音員一職懷有憧憬的她，於高中時期亦另外修習聲優課程，在1997年高三時，終於獲得出道機會，獲選PS遊戲軟體『NOeL 〜La neige〜』的門倉千紗都一角，以藝名水樹奈奈完成聲優出道。
- 20歲時加盟King Records，2000年12月6日以單曲「想い」歌手出道，至今共推出34張單曲、12張專輯和3張精選集，歌手出道時的銷情慘淡，但是之後就穩步上揚，銷量不俗，惟近年因為實體唱片市場衰落以及日本個人女歌手熱潮退卻而出现下跌趨勢。直到現時為止，音樂作品總銷量約360萬（包括音樂影碟），聲優唱片總銷量排第三[3]。演唱會場場爆滿，惟近年演唱會抽票比較容易，音樂活動之外，也常接旁白以及配音的工作。
- 2000年開始每年冬季舉行演唱會，至2003年增至每年夏、冬各一次日本巡迴演出。2005、06年兩度在日本武道館舉行演唱會，是繼椎名碧流後第二位踏足這舞台的聲優；2007、08年更先後成為首位在横滨体育館、埼玉超級體育館及國立代代木競技場舉行個人演唱會的聲優。
- 2004年因配音人氣動漫魔法少女奈葉中菲特·泰斯塔羅沙一角並演唱其中多首主題曲而走紅，水樹奈奈曾於出席發表會時透露配音過最喜歡的動漫角色為菲特·泰斯塔羅沙。
- 2009年7月5日在西武巨蛋舉辦了個人（也是聲優界）最大場的演唱會，全長4小時半，曲目29首，不但刷新個人紀錄，也刷新了聲優界的紀錄。
- 2009年12月31日獲選第60回NHK红白歌合战，成为NHK红白歌合战史上第一位登上舞台的聲優，被稱「動畫歌曲的女王」。[4]
- 因唱功獲讚賞和唱片銷量成績不俗，2010－14年均被邀請参加第61回－第65回NHK红白歌合战（第61回兼任紅白應援隊隊員）。
- 2011年12月3日及4日首次登上東京巨蛋，是史上第八位以個人名義登上東京巨蛋、第四位連續兩天開唱的日本女性歌手，而且是第一位聲優能在東京巨蛋舉行演唱會，再次破聲優紀錄。
- 2013年7月14日在日本巡迴演唱會「NANA MIZUKI LIVE CIRCUS 2013」大阪城音樂廳場次中，宣布將於台灣舉辦首次海外演唱會。
- 2013年11月23日及24日，在台灣台北市華山1914創意文化園區台北音樂傳記（Legacy Taipei）舉辦首次海外演唱會「NANA MIZUKI LIVE CIRCUS 2013+」[5]。2013年11月24日，在「NANA MIZUKI LIVE CIRCUS 2013+」宣布，將於2014年再次於台灣舉辦海外演唱會。
- 2014年6月，NANA MIZUKI LIVE CIRCUS×CIRCUS＋×WINTER FESTA BD作品首周以1.8萬張銷售額獲得公信榜音樂部門第一名，綜合部門第二名且打破紀錄以連續9張BD作品蟬聯音樂部門榜上第一名。第二名為安室奈美惠（5張）。
- 2016年4月9、10日第二次在東京巨蛋舉行演唱會，成為當時在東京巨蛋開唱過最多次的日本個人女歌手之一（另一個為安室奈美惠，惟2018年超越了水樹），並且宣布於2016年9月22日於阪神甲子園球場舉辦個人演唱會。
- 2020年7月7日，宣佈結婚的消息，對象是在音樂領域的工作關係者，並且在2020年11月6日宣布已懷身孕。[6]2021年3月16日，宣佈第一個孩子誕生[7]。
- 2022年10月9日，出席世界一級方程式錦標賽日本大獎賽正賽開幕獻唱日本國歌。

### 学生时代
自小受業餘經營歌謠教室的父母影響，希望成為演歌歌手，從5歲起學習唱歌。小學和初中時經常在四國地區的各種歌唱比賽獲獎，中一時以本名名義灌錄單曲《杜櫻》（つがざくら），中三時獲「瀨戶内卡拉OK歌謠賽十周年記念全國大賽」總冠軍，獲其中一名評判賞識，邀請她初中畢業後往東京發展。高二（1997年）時入讀代代木動畫學院聲優科，一邊上學一邊接受聲優訓練，不久她所屬的事務所倒閉，幾個月後加入由她的歌唱老師所成立的「產光音樂」事務所。其後參演PlayStation遊戲，正式出道。因本名的日語讀音跟另一位歌手近藤名奈完全一樣，出道時以水樹奈奈作為藝名。
高中就讀堀越高等学校，跟堂本剛、友坂理惠以及山口紗彌加等同班。畢業後獲頒了「堀越賞」，至今只有她和草彅剛以藝能科畢業而獲得該獎賞。

### 出道至今
- 1998年在Pioneer LDC（現已改名為日本Geneon環球娛樂）旗下推出一張CD。
- 1999年10月在網絡電台JAM STATION主持自己的節目《NANA CHANNEL》。
- 2000年1月23日於電台節目製作團隊的協助下，舉行第一場個人演唱會，被King Records製作人三嶋章夫所賞識，其後正式成爲King Records（但不是King Records旗下製作動畫、聲優音樂為主的STARCHILD）的歌手。
- 2001年9月受現在經紀人建議，離開她在東京寄宿的歌唱老師住所與其經紀公司，轉往Sigma Seven事務所。
- 2001年曾因《妹妹公主》而與桑谷夏子、小林由美子、望月久代組成聲優組合「Prits」，並發行過3張單曲和1張大碟。
- 同年（2001年）再因動畫《七小花》（七人のナナ）而與、浅木舞、中原麻衣、名塚佳織、福井裕佳梨、組成「nana×nana」主唱該動畫的主題曲。
- 2003年7月7日成立官方俱樂部S.C. NANA NET。
- 2005年1月2日於日本武道館舉行演唱會，是繼椎名碧流後的第二位以個人名義在武道館開演唱會的聲優。
- 2006年1月21日再次踏足日本武道館，自2000年和2001年以來再次舉行生日演唱會，演唱會當天更自彈自唱「寶物」。
- 2006年10月29日日本電視台TBS Channel播放特別製作的水樹奈奈特集，片長約90分鐘，節目中有獨家訪問、2006年夏季演唱會精選片段和本人親自下廚等珍貴鏡頭。
- 2007年2月12日在橫濱體育館舉行個人史上最長最大的演唱會，成為首位以個人名義使用這場地的聲優。
- 2007年3月3日第一屆「聲優Awards」獲歌唱賞。[8]
- 2009年2月5日首度亮相全國廣播的NHK電視音樂節目MUSIC JAPAN，並於同年4月開始擔任節目旁白。
- 2009年7月5日舉辦個人首場巨蛋演唱會，現場人數湧進3萬人，為2009年唯一使用巨蛋級場地舉辦演唱會的女性歌手。
- 2009年12月31日初次參與NHK紅白歌合戰[9]。
- 2010年3月6日第四屆「聲優Awards」獲富山敬賞。[10]
- 2010年12月31日第二次參與NHK紅白歌合戰[11]。
- 2011年2月6日荣获「Billboard JAPAN MUSIC AWARDS 2010年年度优秀歌手赏」[12]。
- 2011年3月27日参与niconico为2011年日本本州岛海域地震举行的赈灾款募金义演，总金额达315万1800円。
- 2011年12月3日及4日舉辦個人首場東京巨蛋演唱會，為史上第八位日本女歌手以個人名義登上東京巨蛋，累計現場人數為8萬人。這場演唱會還創下「東京巨蛋史上的第一場全天域星象投影表演」的紀錄。
- 2011年12月31日第三次參與NHK紅白歌合戰。[13]
- 2012年3月3日荣获「Billboard JAPAN MUSIC AWARDS」年度最佳動畫歌手[14]。并在2012年度蝉联该奖项[15]。
- 2012年12月31日连续第四年參與NHK紅白歌合戰。[16]
- 2013年5月15日發表第一首合唱單曲「Preserved Roses」（合唱者為T.M.Revolution）。
- 2013年11月10日參與於新加坡舉行的Anime Festival Asia 2013: Valvrave Night演出，乃首個於國外進行的公開活動。
- 2013年11月23日及24日舉行第一場海外演唱會「NANA MIZUKI LIVE CIRCUS 2013+」，地點為台灣Legacy Taipei，其中24日場次於日本、台灣、新加坡、香港、泰國、印尼等65間戲院進行直播。
- 2013年12月31日连续第五年參與NHK紅白歌合戰。
- 2014年3月13日於文部科學省文化廳舉辦的「2013年度（第64屆）藝術選獎」中獲得大眾藝能部門的新人賞。
- 2014年6月1日在演唱會上宣布追加海外公演，在新加坡及台灣舉行，新加坡場於9月27日在「RESORTS WORLD THEATRE」演出，台灣場則於10月4、5兩日在臺北市立大學天母校區體育館舉行。
- 2014年12月31日連續第六年參與NHK紅白歌合戰。
- 2015年7月24日首度在MUSIC STATION中演出，是繼椎名碧流後的第二位在該節目中演出的聲優。
- 2016年4月9日及10日再度於東京巨蛋舉行演唱會，成為東京巨蛋中演唱會舉行次數最多的日本個人女性歌手之一（另一個為安室奈美惠）。
- 2016年9月22日首度於阪神甲子園球場舉行演唱會，成為首位在阪神甲子園球場舉行演唱會的個人歌手。
- 2017年7、8月於帝國劇場參與以卡洛爾·金為題材的音樂劇，並與平原綾香擔任雙主演。
- 2021年移籍到株式會社StarCrew。

### 交友喜好
与同事务所所属，在电台节目中共演的声优福圆美里交情深厚，每年在彼此生日临近的时候都会互相交换生日礼物。因演出「放浪男孩」而与同事务所所属聲優瀨戶麻沙美關係親密，經常一起吃飯，将瀬戸视作自己妹妹般。2004年於因為演出魔法少女奈葉而和聲優田村由香里關係親密。与能登麻美子 和泽城美雪 一起去旅行后，交情加深。

### 對阪神虎的熱愛
水樹的父親持有硬式棒球的裁判執照，水樹則是個頗熱情的阪神虎愛好者。最初比較喜歡高校棒球，受喜歡讀賣巨人的父親影響而成為了巨人的球迷。1996年，當清原和博（已在2008年球季結束後退休）由Free Agent轉至巨人時，開始覺得巨人不好，而轉而喜歡阪神虎直至現在。特別尊敬星野仙一。
水樹為第11張專輯SMASHING ANTHEMS拍專輯照時，到過阪神虎的主場阪神甲子園球場取景。在阪神甲子園球場舉行演唱會為水樹的其中一個夢想，場方則以保護天然草皮為理由，每年只批准一組歌唱單位舉行演唱會。每年在甲子園球場舉行演唱會的TUBE宣佈2016年不會在此場舉行演唱會，結果水樹得到這個機會。

### 其他
- 2006年，井上喜久子曾经希望水树能够加入17岁教。
- 2008年6月19日，21岁的送报员堀大树用手机在2ch的声优板块预告中模仿加藤智大，发出拟於7月5日-6日在代代木体育馆举行的LIVE FIGHTER 2008 BLUE SIDE/RED SIDE中，杀害水树奈奈的犯罪预告，后嫌疑人被警方监控、逮捕。[27][28][29]
- 2008年10月29日晚间8时40分，水树之父近藤信光因多器官衰竭去世，卒年75岁。
- 2009年11月21日於東京國際展示場舉行的俱樂部活動中挑戰健力士世界紀錄，原本要挑戰三個項目，有兩個項目挑戰成功，分別是7014人全場手牽手形成最長人浪，以及動員6961人創下最多人於同一時間一起吹派對哨子，其後由健力士世界紀錄職員即場頒發証書。
  - 至於未能挑戰成功的項目，就是於室內發出最大音量的人聲，當時紀錄由香港饒舌團體農夫舉行的演唱會保持。
- 2009年12月13日[30][31]，终于与一直想见面[32][33][34] 的同乡（爱媛县出身）・演员真锅香织在剧场版动画「雷顿教授与永远的歌姬」的首映会上见面。
- 2010年2月20日，被任命为新居浜观光大使。
- 2010年10月，台灣金牌大風取得代理並發售IMPACT EXCITER台壓盤，是水樹的第一張海外盤。
- 2012年2月，中国大陆星外星唱片取得代理並發售IMPACT EXCITER引进版，是水树正式在大陆发行的首张个人专辑。
- 2012年5月，台灣金牌大風取得代理並發售NANA MIZUKI LIVE CASTLE×JOURNEY台壓盤，是第一張水樹的演唱會海外盤。
- 2012年4月17日，再次被任命为伊予观光大使。[35]
- 2012年6月10日播出的新堂本兄弟中与高中同学堂本剛实现了久隔14年见面的会谈，称水樹为[36]，并在业界传开来。
- 2012年12月5日，在富士电视台的FNS歌谣祭中水樹与堂本剛所在的团队KinKi Kids坐在同一个圆桌时，并从剛君处听说他在他的演唱会上提到了水樹。
- 2014年6月10日，25岁男子福元一輝為了抽獎在演唱會與水樹見面而購買1000包卡樂B薯片，將每包薯片上的抽獎券取去後丟棄在树林中，因違反《废弃物处理法》而被警方逮捕。
- 2014年6月22日，由於水樹的聲帶發炎導致失聲[37]，為日後著想需要休息一段時間，原定於當日以及6月28日和29日舉行的巡迴公演被迫取消[38]。

### 自傳
2011年1月21日，於生日當天發售個人第一本自傳「深愛」。
2014年1月16日，發售文庫版本之自傳。
另外，在自傳中，她曾透露了藝名姓氏採用「水樹」的原因。是因為不希望與本名讀音相同的另一位日本女性創作歌手近藤名奈造成混淆所致。

## 演出作品
※粗體字表示說明飾演的主要角色。

### 電視動畫
1998年
- 時空偵探 -

1999年
- 神八劍傳（日语：神八剣伝） -

2000年
- 純情房東俏房客 - 妮雅莫、插入曲

2001年
- 妹妹公主 - 亞里亞
- 通靈王 - 玉村玉緒、可樂樂
- 名偵探柯南242話 - 洋服屋BONES店員
- - 、OP曲

2002年
- 妹妹公主 ～Re Pure～ - 亞里亞
- 神奇寶貝超世代 - ポワルン
- 彩夢芭蕾 - 露伊/小露
- 火影忍者 - 日向雛田
- 鬼眼狂刀SAMURAI DEEPER KYO - 美佳
- 天地無用!GXP - 奈丘(小雪)‧梅爾馬斯（ネージュ・ナ・メルマス）
- 七小花 - 鈴木奈奈、影ナナ,OP曲「Success, success」（合唱）、ED曲「Birdie, birdie」
- Happy Lesson - 六祭水無月
- 超重神GRAVION -

2003年
- F-ZERO ファルコン伝説 -
- 超重神GRAVION Zwei -
- 鋼之鍊金術師 - 拉斯
- HAPPY★LESSON ADVANCE - 六祭水無月
- 瓶詰妖精（日语：瓶詰妖精） - Kururu（くるる）、片頭曲（合唱）

2004年
- 妄想代理人 - 蛭川妙子
- 捉鬼天狗幫 - 江戶川鈴（江戸川すず）
- - 忍
- 魔法少女奈葉 - 菲特・泰斯塔羅莎、OP曲「innocent starter」、插曲「Take a shot」
- 仙境傳說 - 優法
- 烘焙王 - 蘇非・巴札克・霧崎
- 神奇寶貝超世代 - 漂浮泡泡、水艦隊團員B

2005年
- 草莓100% - 南戶唯
- 武器種族傳說 - 希絲卡（シスカ）、動畫插入曲「who has seen the wind」（未收錄於任何一張專輯內）
- Canvas2 ～虹色のスケッチ～ - 御蘭瑠璃子（GUEST出演）
- 強殖裝甲 - 瀬川瑞紀
- 美少女學園 - アスカヤヨイ、插入曲
- 地獄少女 - 柴田鶇
- BASILISK甲賀忍法帖～ - 朧、ED曲「WILD EYES」/
- 魔法少女加奈 - 水城さやか/セルリアンブルー
- 魔法少女奈葉A's - 菲特・泰斯塔羅莎、艾莉西亞・泰斯塔羅莎、OP曲「ETERNAL BLAZE」、插曲「BRAVE PHOENIX」

2006年
- 魔女之刃 - 瑪莉亞
- 鍵姬物語 永久愛莉絲迴旋曲（日语：鍵姫物語 永久アリス輪舞曲） - 暁アカネ ※4・13話以GUEST身份出演
- 牙-KIBA- - ロイア
- 獸王星 - 迪絲
- 嬌蠻之吻 Cool×Sweet - 近衛素奈緒、插入曲
- 吉永家的石像怪 - 、OP曲（合唱）、ED曲（分作合唱和獨唱版）
- SIMOUN -
- 犬神！ - 新堂桂 ※12・13話以身份GUEST出演、第12話特別ED曲

2007年
- 地獄少女 二籠 - 柴田鶇
- 神曲奏界 - 尤奇利·培爾賽蒂（ユギリ・ペルセルテ）
- 魔法少女奈葉StrikerS - 菲特・Ｔ・哈洛溫、OP曲「SECRET AMBITION」、「MASSIVE WONDERS」、24話插曲「Pray」
- 星界死者之書 - 流姫那 由乃（防衛組織科學實驗主任）
- DARKER THAN BLACK -黑之契約者- - 霧原未咲
- 光明之淚Ｘ風 - 椎名夏音
- 守護甜心! - 星名歌唄
- 龙鸣 - 吉库琳德·巴乌姆加尔特
- 楓之谷 -
- 南家三姊妹 - 南冬马
- 物怪 - 桧原 瑞生
- 大剑 - 西方之莉芙露
- AYAKASHI -
- 火影忍者疾風傳 - 日向雏田

2008年
- 守護甜心!!心跳 - 星名歌唄
- 十字架与吸血鬼 - 赤夜萌香、OP曲「COSMIC LOVE」、ED曲「Dancing in the velvet moon」
  - 十字架与吸血鬼CAPU2 - 赤夜萌香、OP曲「DISCOTHEQUE」、ED曲「Trinity Cross」
- 南家三姐妹 再来一碗 - 南冬马
- 艾莉森與莉莉亞 - 艾莉森‧威汀頓、莉莉亞‧休爾茲
- 恶作剧之吻 - 相原琴子
- 伯爵與妖精 - 莉迪雅・克魯頓
- 狂乱家族日記 - OASIS
- 純情羅曼史2 - 宇佐見薫子
- 地獄少女 三鼎 - 柴田鶇（保健老師）

2009年
- 白色相簿 - 绪方理奈[40]、OP曲「深愛」、「夢幻」、26話插曲「powder snow」
- RIDEBACK - 尾形琳
- 南家三姐妹 第三季 - 南冬马
- 神曲奏界 crimson S - 尤奇利·培爾賽蒂
- 鋼之煉金術師 FULLMETAL ALCHEMIST - 蘭芳
- 守護甜心!派对! - 月詠歌唄（星名歌唄）
- 信蜂 - 希爾貝特·史衛特
- DARKER THAN BLACK -流星的双子- - 霧原未咲
- 肯普法 - 电死山猫
- 青色文學系列「盛開的櫻花林下」 - 彰子

#### 2010年代
2010年
- Heartcatch 光之美少女! - 花咲蕾／花蕾天使
- 黑执事2 - 亞洛斯·特蘭西
- 信蜂 REVERSE - 希爾貝特·史衛特

2011年
- 肯普法fur die Liebe - 电死山猫
- DOG DAYS - 利歌塔・埃瑪、OP曲「SCARLET KNIGHT」
- 放浪男孩 - 二鳥真穗
- 美食獵人 - 蒂娜
- BLOOD-C - 更衣小夜、ED曲

2012年
- 戰姬絕唱SYMPHOGEAR - 風鳴 翼、OP曲「Synchrogazer」
- DOG DAYS' - 利歌塔・埃瑪、高槻 七海、OP曲「FEARLESS HERO」
- 李洛克的青春全力忍傳 - 日向雛田
- 人類衰退之後 - 派歐妮雅（PION）
- 絕園的暴風雨 - 伊凡潔麗山本
- 美食獵人 - 蒂娜
- 魔奇少年 - 練白瑛
- 最強學生會長 - 安心院馴染

2013年
- 南家三姐妹 我回來了 - 南冬馬
- 革命机Valvrave - 克琳希德
- 戰姬絕唱SYMPHOGEAR G - 風鳴 翼、OP曲「Vitalization」

2014年
- 犬猫時間 47都道府犬R＆貓～喵（日语：犬猫アワー 47都道府犬R&にゃ〜めん） - 愛媛犬
- 美食獵人TORIKO - 佛洛撒（フローゼ）
- 信長協奏曲 - 歸蝶
- CROSSANGE 天使與龍的輪舞 - 安琪／安琪莉婕.斑鳩.密斯露基
- Happiness Charge 光之美少女！ - 花蕾天使（客串）

2015年
- DOG DAYS″ - 利歌塔・埃瑪、高槻 七海
- 七大罪 - 瑪格麗特·里歐涅絲
- 雙槍激鬥 - 水潟九美
- 魔法少女奈葉ViVid - 菲特·泰斯塔羅沙·哈洛溫、OP曲「Angel Blossom」
- 潮與虎 - 關守日輪
- T宝的悲惨日常 夢幻編 - 阿味
- 戰姬絕唱SYMPHOGEAR GX - 風鳴 翼、OP曲「Exterminate」、插曲「Glorious Break」
- 純情羅曼史3 - 宇佐見薫子
- Concrete Revolutio～超人幻想～ - 卡姆貝

2016年
- 赤髮白雪姬 第2期 - 托蘿
- Concrete Revolutio～超人幻想～ THE LAST SONG - 卡姆貝
- LoveLive! Sunshine!! - 梨子的母亲
- 這個美術社大有問題！ - 立花夢子
- 星夢筆記 - 白雪翔子
- WWW.WORKING!! - 近藤妃

2017年
- 銀之守墓人 - 菲比
- 新黑色推銷員 - 島井知佳子
- 火影新世代BORUTO -NARUTO NEXT GENERATIONS- - 漩渦雛田
- 戰姬絕唱SYMPHOGEAR AXZ - 風鳴翼、OP曲「TESTAMENT」
- 地獄少女 宵伽 - 柴田鶇[41]
- 黑色五葉草 - 凡妮莎・艾諾泰卡
- LoveLive! Sunshine!! 第2期 - 梨子的母親
- 血界戰線 & BEYOND - 米修菈

2018年
- POP TEAM EPIC -POP子〈第11話A段〉
- 女神異聞錄5 the Animation - 高卷杏
- 溫泉屋小女將 - 秋野真月
- GRAND BLUE碧藍之海 - 水樹夏夜
- 軒轅劍·蒼之曜 - 苻殷
- 我喜歡的妹妹不是妹妹 - 亞里亞

2019年
- 巴哈姆特之怒 Manaria Friends - 漢娜
- 一弦定音！ - 久遠衣咲
- 戰姬絕唱SYMPHOGEAR XV - 風鳴 翼、OP曲「METANOIA」、插曲「FINAL COMMANDER」
- 多羅羅 - 美緒
- ONE PIECE 和之國篇 - 小紫[42]
- 七大罪 眾神的逆麟 - 瑪格麗特·里歐涅絲

#### 2020年代
2020年
- 新樱花大战 The Animation - 艾丽丝
- LISTENERS 聆听者 - 碧琳·瓦伦丁
- 女武神的餐桌 - 卡莲·卡斯兰娜
- D4DJ First Mix - 天野爱莉
- 體操武士 - 亞優
- 请问您今天要来点兔子吗？ BLOOM - 香风咲

2021年
- 七大罪 憤怒的審判 - 瑪格麗特
- D4DJ Petit Mix - 天野愛莉
- 通靈王（第2作） - 玉村玉緒、OP曲“Get up! Shout!”
- 不要欺負我，長瀞同學 - 社長
- 陰晴不定的體操哥哥 - 多田野詩乃
- 女武神的餐桌II - 卡蓮·卡斯蘭娜
- Tropical-Rouge！光之美少女 - 花咲蕾／花蕾天使
- 悲傷胖胖貓 - 瑪丹娜
- 数码宝贝幽灵游戏 - 塞壬兽

2022年
- 朋友遊戲 - 玉井玲子
- 福星小子 - 克拉瑪公主[43]

2023年
- 不要欺負我，長瀞同學 2nd Attack - 社長[44]
- D4DJ All Mix - 天野愛莉
- 開闊天空！光之美少女 - 花咲蕾／花蕾天使
- 凹凸魔女的親子日常 - 薇奧拉[45]
- 我的推是壞人大小姐。 - 瑪娜莉亞·蘇塞[46]

2024年
- 通靈王FLOWERS - 玉村玉緒[47]
- 極速星舞 - 艾莉絲·莎瑪伍德[48]
- 結緣甘神神社 - 姊小路舞晝[49]
- 膽大黨 - 小桃的祖母／星子〈多多利亞三太〉[50]
- FAIRY TAIL 100 YEARS QUEST - 賽雷涅[51]

2025年
- 天久鷹央的推理病歷表 - 天久真鶴[52]
- Re:從零開始的異世界生活 3rd season - 莉莉安娜的母親
- 異修羅 - 漆黑音色的香月[53]
- 雖然我是注定沒落的貴族 閒來無事只好來深究魔法（希拉[54]）
- WITCH WATCH 魔女守護者 - 若月伊吹[55]
- 魔神創造傳 - 模仿子（MANEKO）
- 膽大黨 第2期 - 星子[56]
- GRAND BLUE碧藍之海 Season 2 - 水樹夏夜[57]
- Princession Orchestra - 赤の女王[58]

### OVA
- 夏色的砂時計 - 芹沢香穗、片頭曲「Drive away dream」
- HAPPY LESSON - 六祭水無月
- 秋之回憶2 - 白河螢、片頭曲「Nocturne」
- 秋之回憶 3.5 朝向回憶的彼方 - 白河螢
- - 、ED曲（合唱）
- 草莓100% - 南戶唯、OP曲「君色100%」（合唱）、第3卷ED曲
- BALDR FORCE EXE RESOLUTION -
- 交響曲傳奇 THE ANIMATION - 柯蕾特．布魯尼 
- 东京糖衣巧克力 -
- 守護甜心 - 月咏歌唄、 插曲 「BLACK DIAMOND」 「迷宮蝴蝶」「Heartful Song」「Blue Moon 」「与太阳相称」「茜色的空」
- 聖鬥士星矢 THE LOST CANVAS 冥王神話（潘多拉）
- 美食獵人 & ONE PIECE & 七龍珠Z 超夢幻合作特別篇！！ - 蒂娜
- 黑執事 - 亞洛斯·特蘭西

2019年
- 請問您今天要來點兔子嗎？？ 〜Sing For You〜 - 香風咲

### 劇場版
- Piaキャロットへようこそ!! -さやかの恋物語-（日语：Piaキャロットへようこそ!! -さやかの恋物語-） - 志摩紀子

- 火影忍者劇場版 木葉村的大運動會 - 日向雛田
- 火影忍者疾風傳劇場版 絆 - 日向雛田
- 火影忍者疾風傳劇場版 火之意志繼承者 - 日向雛田
- 火影忍者疾風傳劇場版 忍者之路 - 日向雛田
- JoJo的奇妙冒險 幻影血脈-艾莉娜·班魯多
- 劇場版 鋼之鍊金術師 香巴拉的征服者 - 拉斯
- 剧场版 空之境界 第六章 忘却录音 - 黄路美沙夜
- 超劇場版 Keroro軍曹 4 逆襲的龍勇士 - 錫安/法利西塔錫安‧德‧德拉昆
- 雷頓教授 THE First Movie　雷頓教授與永遠的歌姬 - 杰妮斯
- 文學少女 - 琴吹七瀨
- HeartCatch 光之美少女！超級時尚秀在花之都...真的嗎！？ - 花咲蕾
- 劇場版 BLOOD-C The Last Dark - 更衣小夜，OP（METRO BAROQUE）
- 神奇寶貝劇場版：比克提尼與黑英雄 捷克羅姆/白英雄 雷希拉姆 - 比克提尼

2010年
- 光之美少女 All Stars DX2 希望之光☆守護彩虹寶石！ - 花咲蕾
- 魔法少女奈葉 The MOVIE 1st - 菲特‧泰斯塔羅莎、艾莉西亚・泰斯塔罗莎，OP（PHANTOM MINDS）、插曲（Don't be long）

2004年
- 神奇寶貝劇場版：裂空的訪問者 代歐奇希斯 - 奧黛莉

2011年
- 光之美少女 All Stars DX3 傳達到未來！連結世界☆彩虹之花！ - 花咲蕾

2012年
- 光之美少女 All Stars New Stage 未来的朋友 - 花咲蕾
- 伏 鐵砲娘的捕物帳（日语：伏 鉄砲娘の捕物帳）（凍鶴）
- 多啦A夢劇場版 大雄與奇蹟之島~動物歷險記~ - 歌洛
- 魔法少女奈葉 The MOVIE 2nd A's - 菲特‧泰斯塔羅莎、艾莉西亚・泰斯塔罗莎，OP（BRIGHT STREAM）、插曲（Sacred Force）

2013年
- 光之美少女 All Stars New Stage2 心之朋友 - 花咲蕾

2014年
- 光之美少女 All Stars New Stage3 永远的朋友 - 花咲蕾
- 火影忍者疾風傳劇場版 The Last - 日向雛田

2015年
- 火影忍者疾風傳劇場版 BORUTO - 漩涡雛田

2017年
- 魔法少女奈叶Reflection - 菲特·泰斯塔羅沙、莱维，OP（Destiny's Prelude）、插曲（Invisible Heat）

2018年
- 溫泉屋小女將 - 秋野真月
- 魔法少女奈葉Detonation - 菲特·泰斯塔羅沙、莱维，OP（Never Surrender）、插曲（Get Back）
- HUG！光之美少女♡光之美少女 All Stars Memories - 花咲蕾
- 七龍珠超 布羅利 - 奇拉伊

2019年
- 相對世界。明日終結？ - 尤莉／狭間恭子

2020年
- 劇場版BEM ～BECOME HUMAN～ - 艾瑪·艾斯巴古
- 怪物彈珠 THE MOVIE 路西法 絕望的黎明 - 亞瑟

2021年
- 電影 Tropical-Rouge！光之美少女 雪之公主與奇蹟的戒指！ - 花咲蕾

2022年
- 劇場版 異世界四重奏 ～Another World～ - 薇拉·米特羅希娜[59]
- 七龍珠超 超级英雄 - 奇拉伊
- 漂流家園 - 兔內里子[60]

2023年
- 劇場版美少女戰士Cosmos - 火球公主[61]

2024年
- 蠟筆小新：我們的恐龍日記 - ナナ[62]

### 網路動畫
- 動畫怪物彈珠 亞瑟王 - 亞瑟

### 遊戲
- 火影忍者系列 - 日向雛田
- 白色相簿 - 緒方理奈
- NOëL 〜La neige〜（日语：NOeL） - 門倉千紗都
- 小魔女帕妃系列 - 蕾妮特、蕾妮特編OP曲「Romantic Heart」插入曲「Little Witch's Heart Ver.R」
- 妹妹公主系列 - 亞里亞
- HAPPY LESSON - 六祭水無月
- 秋之回憶系列
  - 秋之回憶2 - 白河螢、ED曲「音樂盒與鋼琴」
  - 想君:秋之回憶 - OP曲「Replay Machine」（リプレイマシン）
  - 秋之回憶:從今以後 - 白河螢、OP曲（即使如此還是憶起你）
  - Memories Off After Rain Vol.2 ～想演～ - 白河螢
- 夏色的砂時計（PS2） - 芹沢香穗、OP曲
- SAKURA 〜雪月華〜（日语：SAKURA 〜雪月華〜） - 九十九奈奈
- 天使演唱會系列 - 莉安．愛爾薩斯、插入曲「優しい森」「赤い赤い花～THE WILD FLOWER～」
- 愛神餐館2（日语：ビストロ・きゅーぴっと2） - 茜琉璃‧派里溫高、OP曲、ED曲
- 鋼之鍊金術師 ～不能飛翔的天使～ - （港譯:艾莫妮）
- 草莓100% Strawberry Diary - 南戶唯
- 交響曲傳奇（CG/PS2）（2003） - 柯蕾特‧布鲁尼
- 瓶詰妖精（日语：瓶詰妖精） - Kururu（くるる）
- 美少女夢工場4 - 女兒
- - 上月真奈、OP曲「光」
- MOBILE SUIT GUNDAM CLIMAX U.C. - 第2世代女性
- 狂野歷險 the Vth Vanguard - 蕾貝卡（レベッカ・ストライサンド）、OP曲「Justice to Believe」、ED曲「Crystal Letter」
- Shining Force EXA（日语：シャイニング・フォース イクサ） -
- 光明之風 - 椎名夏音（Seena Canon）、OP曲「Heart-shaped chant」
- Wrestling Angel Survivor（日语：レッスルエンジェルス） - 菊池理宇
- Wrestling Angel Survivor 2 - 菊池理宇、桜井千里
- Rune Factory 2 符文工廠2 - （マナ）（NDS）
- 守護甜心 - 星名歌唄
- 星海遊俠2 二次進化 - 蕾娜·蘭佛德
- 任俠傳 渡世人一代記 - 阿琴
- Avalon Code（日语：アヴァロンコード） - 
- 快樂舞蹈精選（日语：ハッピーダンスコレクション）（Happy Dance Collection）（Wii） - （（故事模式女主角）與遊戲原創歌曲4首「シューティング☆スター（OP）」、「世には花・夢に星」、「ブランニューハート」、「スカイハイ！」
- Granado Espada（日语：グラナド・エスパダ） （Online） -
- 無限のフロンティアEXCEED スーパーロボット大戦OGサーガ（日语：無限のフロンティアEXCEED スーパーロボット大戦OGサーガ） - ネージュ・ハウゼン、 OP曲「UNCHAIN∞WORLD」
- ルミナスアーク3 アイズ（日语：ルミナスアーク3 アイズ） - アシュレイ
- テガミバチ こころ紡ぐ者へ - シルベット・スエード
- 潛龍諜影：和平行者 - 帕兹 PAZ ORTEGA ANDRADE
- 潛龍諜影V：原爆點- 帕兹 PAZ ORTEGA ANDRADE
- 合金装备V 幻痛- 帕兹 PAZ ORTEGA ANDRADE
- 光明之心 - マキシマ （PSP）
- ファンタシースターポータブル2 インフィニティ（日语：ファンタシースターポータブル2 インフィニティ） - ナギサ
- - セレスティア（Celestia）
- 惡靈古堡：啟示录 - 潔西卡·席拉瓦德 ジェシカ・シェラワット（3DS）
- 光明之刃 - 咲夜（角色曲「生命の桜歌」） 、夏音（PSP）
- アンチェインブレイズ エクシヴ（日语：アンチェインブレイズ エクシヴ） - ソフィア
- 星葬ドラグニル（日语：星葬ドラグニル） - ミナ・ハイウインド
- 光明之舟 - 薇歐拉 （ OP曲 「奇蹟のメロディア」）
- 光明之響 - 艾克雪拉 （ 遊戲曲 「天翔ける刻の翼」）
- 魔法少女奈叶 A's 携带版：王牌空战 (菲特·泰斯塔罗沙、マテリアルＬ、OP曲“Silent Bible”)
- 魔法少女奈叶 A's 携带版：命运齿轮 (菲特·泰斯塔罗沙、莱维・萨・史拉夏、OP曲“ROMANCERS' NEO”)
- 女神異聞錄5 - 高巻杏
- 白貓Project - 夜蝶
- 魔法少女奈叶A's The Pachinko（菲特·泰斯塔罗沙）
- 戰姬絕唱SYMPHOGEAR XD UNLIMITED - 風鳴 翼（ 遊戲曲 「UNLIMITED BEAT」）
- 陰陽師 - 青行灯、桃花妖
- 超級機器人大戰V - 安琪／安琪莉婕.斑鳩.密斯露基
- 時空幻境群星傳奇（日语：テイルズ オブ アスタリア）（ 遊戲曲 「ACROSS」）
- 崩坏3rd（日语：カレン・カスラナ）（卡莲·卡斯兰娜）
- 超級機器人大戰X - 安琪／安琪莉婕.斑鳩.密斯露基
- 西遊記之大圣归来 - 观音菩萨
- 死亡搁浅 - 芙拉吉尔
- 超级七龍珠英雄 - 奇拉伊
- Fate/Grand Order - 長尾景虎
- 新楓之谷 - 開拓者（女）
- 重装战姬 - 神上園凜、天音塞莉卡、（bilibili）代言人[63]、主题歌[64]
- 機動戰姬：聚變 - 奎因、伊貝麗絲
- 苍蓝誓约 - 沙恩霍斯特
- 七龙珠 FighterZ - 奇拉伊
- 魔法使與黑貓維茲 - 蘿莎莉亞‧哈特
- 明日方舟 - 莫斯提馬
- 聖火降魔錄 英雄雲集 - 諾特
- 幻塔 - 賽彌爾
- 任天堂明星大亂鬥 特別版 - 高卷杏
- 格蘭騎士團 - 銀河

### 電視劇及電影配音
- 獵殺第四行者 - 莎拉·杭特（Sarah Hart）
- Ultraviolet - Six
- 美味情慾 - 菜
- 法妻 - Sloan Burchfield
- 武林女大生 - 小熙
- 飢餓遊戲 - 凱妮絲·艾佛丁（Katniss Everdeen）
- iCarly - Carly
- glee - 昆恩·法布芮
- 惡作劇之吻、惡作劇2吻 (台灣) - 袁湘琴
- Playful Kiss (韓國) - 吳哈妮
- Switch Girl~變身指令~ - 旁白
- 我們能結婚嗎 (韓國) - 慧允
- 屍變 - 蜜雅（Mia）
- 蘭陵王 (中国) - 楊雪舞
- REPLAY & DESTROY - Miss. Melody三枝（第5集）
- BUDDHA 2: 手塚治虫のブッダ～終わりなき旅～ Migaila
- 西遊記之大鬧天宮 (中国) - 鐵扇公主
- 星際過客 - 奧蘿拉·藍恩[65]
- 金剛戰士 - 「黃衣戰士」崔妮·關
- 驚奇隊長 - 「驚奇隊長」卡蘿·丹佛斯
- 復仇者聯盟：終局之戰 - 「驚奇隊長」卡蘿·丹佛斯
- 汪達幻視 - 「驚奇隊長」卡蘿·丹佛斯

### 旁白
長期節目
- 「MUSIC JAPAN」
- 「満天☆青空レストラン」
- 「アニマルプラネット」

2008年
- 「ダーウィンの動物大図鑑　はろ～！あにまる きょうのかわいい！キュートBOX」

2009年
- 「はろ～！あにまる」
- 「24時間テレビ 『愛は地球を救う』」
- 「ミーアキャットの世界 シーズン４」

2010年
- 「蹴者のHEART ～J.LEAGUE STORY～」
- 「実践!エコファイル ～親子で毎日エコ曜日～」
- 「アテレコ～テレビの黄金時代を創った『吹き替え』50年～」
- 「ホリケンの感動新体験どうぶつスクープ王国」
- 「ザ・ドキュメンタリー「私は野球がしたい～女子プロ野球 梅本由紀～」
- 「ドキュメント20min.」

2011年
- 「24時間テレビ」

2012年
- 「感動地球スペシャル」
- 「AAAのショークワイアやろうぜ！」
- 「藤真拓哉画集」
- 「あにまるワンだ～」

### 廣播劇
- 少年進化論plus- 泉 志穗
- 少年進化論plus番外篇－中年進化論- 泉 志穗
- 空之境界 終末錄音 黃路美沙夜
- 魔法少女奈叶 The MOVIE 2nd A's 廣播劇CD Side-T 菲特·泰斯塔羅沙
- 魔法少女奈叶 The MOVIE 2nd A's 廣播劇CD Side-Y 菲特·泰斯塔羅沙
- 魔法少女奈叶INNOCENT Sound Stage 菲特·泰斯塔羅沙、艾莉希亚·泰斯塔罗沙、莱维·拉赛尔
- 魔法少女奈叶Reflection 廣播劇CD（菲特·泰斯塔羅沙）

### 廣告
- Lotte Chocolate廣告演出、主題曲
- 廣告主題曲「New Sensation」
- 廣告演出、主題曲「still in the groove」
- 廣告演出、主題曲「Trickster」
- meiji果汁グミ メグミとタイヨウII 廣告聲演、主題曲「時空サファイア」
- 日産 「PURE DRIVE」旁白
- 「ウフコーポレーション」旁白
- 愛媛銀行 廣告演出
- なか卯「うなまぶし」廣告演出

### 電視出演
- HEY!HEY!HEY! MUSIC CHAMP - 2005/10/31、2006/11/27 嘉賓
- - 2006/8/22 特集
- （TBS製作特集） - 2006/10/29首播
- 音樂戰士 MUSIC FIGHTER 2008/10/10 嘉賓
- 2008/11/15 嘉賓
- MUSIC JAPAN 2009/02/05 嘉賓
- MUSIC JAPAN 2009/04/12 嘉賓
- MUSIC JAPAN 2009/05/18 嘉賓
- 2009年12月31日第60回NHK红白歌合战 演唱『深愛』
- 2010年3月8日在MUSIC JAPAN 新世紀アニソンSP2演唱『PHANTOM MINDS』、『BRAVE PHOENIX』、『SUPER GENERATION』
- 2010年8月8日在MUSIC JAPAN 新世紀アニソンSP3演唱『Don't be long』、和田村ゆかり合唱『innocent starter+Little Wish～lyrical step～』
- 2010年12月31日第61回NHK红白歌合战 演唱『PHANTOM MINDS』
- 2011年12月31日第62回NHK紅白歌合战 演唱『POP MASTER』
- 2012年3月3,10,17,24&31日 MUSIC FAIR 2400回記念コンサート
- 2012年12月31日第63回NHK紅白歌合战 演唱『BRIGHT STREAM』
- 2013年12月31日第64回NHK紅白歌合战 與T.M.Revolution演唱『[-革命2013- 紅白スペシャルコラボレーション]』
- 2014年12月31日第65回NHK紅白歌合战 與T.M.Revolution演唱『紅白2014特別合作曲（スペシャルコラボレーション）』

### 電台節目
- http://www.smile-gang.com/ （页面存档备份，存于）
- [永久]
- （已結束）
- （已結束）
- （已結束）
- （已結束）
- （已結束）
- （已結束）
- （單次廣播）
- #41

### 其他
- Windows 7應援角色（窗邊奈奈美）

## 音樂

### 排名
- 2001年2月3日，以演出妹妹公主所組成的組合「Sister Princess」的「MELODY」初次在文化放送上榜。而更連續兩週排名第二。
- 2002年可說是水樹奈奈知名度急升的一年。
  - 因妹妹公主而生的聲優組合「Prits」的第一單曲「Sakura Revolution」連續兩週在排名第一（2002年全年第7位，非官方）。第4位，「Private Emotion」第3位。
  - 由動畫七小花而生的組合「nana×nana」的「Success,success」亦有上榜。
  - 同年5月4日，以「水樹奈奈」名義發售的作品初次上榜，第五首單曲「POWER GATE」連續20週在榜，連續六週排名第一。而同日發售的「LOVE&HISTORY」卻只是入榜3週，排名最高只有第8位。
- 由至連續六年打入全年排名頭10位。
- 各歌曲獲榜首的記錄：
  - （3週連續，2002年）
  - 「New Sensation」（2週連續，2003年）
  - 「still in the groove」（2週連續，2003年全年第8位）
  - （3週連續，2004年全年第7位）
  - 「innocent starter」（4週連續，2004年全年第9位）
  - 「WILD EYES」（1週，2005年）
  - 「ETERNAL BLAZE」（6週連續，2005年全年第6位）
  - 「SUPER GENERATION」（7週連續，2006年）
  - 「Justice to Believe」（5週連續）
  - 「SECRET AMBITION」（5週連續）
  - 「MASSIVE WONDERS」（13週連續，是該節目目前最高記錄，2007年年终排名第1位）
  - 「Astrogation」（8週連續）
  - 「Trickster」（5週連續）
  - 「深愛」（7週連續）

### Oricon排名
- 單曲「想い」Oricon 登場第184位。累積銷售量492張。
- 專輯「supersonic girl」Oricon 初登場第60位。初動5,090張，累積銷售量5,090張。
- 單曲「LOVE & HISTORY」Oricon 初登場第49位。初動3,490張，累積銷售量5,620 張。
- 單曲「POWER GATE」Oricon 初登場第50位。初動3,430張，累積銷售量3,878張。
- 單曲「suddenly ～巡り合えて～ / Brilliant Star」Oricon 初登場第20位。初動9,130張，累積銷售量13,780張。
- 專輯「MAGIC ATTRACTION」Oricon 初登場第79位，最高位21位。初動3,630張，累積銷售量22,051張。
- 單曲「New Sensation」Oricon 初登場第20位。初動8,485張，累積銷售量13,881張。
- 單曲「still in the groove」Oricon 初登場第17位。初動9,744張，累積銷售量16,105張。
- 專輯「DREAM SKIPPER」Oricon 初登場第25位。初動13,255張，累積銷售量19,518 張。
- 單曲「パノラマ-Panorama-」Oricon 初登場第14位。初動10,115張，累積銷售量14,300張。
- 單曲「innocent starter」Oricon 初登場第9位。初動11,387張，累積銷售量25,307張。
- 專輯「ALIVE & KICKING」Oricon 初登場第17位。初動22,708張，累積銷售量32,890張。
- 單曲「WILD EYES」Oricon 初登場第13位。初動14,510張，累積銷售量21,552張。
- 2005年10月19日發售的單曲「ETERNAL BLAZE」首周銷量打入oricon單曲排名榜第2位，創下聲優個人唱片史上最高排名紀錄；總銷量也是2005年聲優個人名義發行唱片之冠。初動23,233張，累積銷售量48,336張。
- 2005年10月31日更因此而出席[富士電視台]的音樂節目[HEY!HEY!HEY!]的「RANK IN」環節，以聲優的身份出現在黃金時段的節目的機會是極少的，由此可看出水樹奈奈的人氣與實力。
- 2006年1月30日，「NANA CLIPS 3」在每週音樂DVD排名榜獲得聲優初次的第一位，而在綜合DVD中則是第3位，首週賣出11000隻。在「NANA CLIPS 3」中，在水樹的fan club event中攝影的PV，[DonDokoDon]的[平畠啓史]特別演出。
- 專輯「HYBRID UNIVERSE」獲得每週專輯排名第3位。初動35,299張，累積銷售量51,430 張。
- DVD「NANA MIZUKI LIVEDOM -BIRTH-AT BUDOKAN」獲得每週音樂DVD排名第3位。
- 2006年11月27日，因「Justice to Believe／アオイイロ」獲得每週單曲排名第4位而第2次出席日本音樂節目 HEY!HEY!HEY! MUSIC CHAMP。初動23,596張，累積銷售量41,274張。
- 精選輯「THE MUSEUM」獲得每週專輯排名第5位。初動40,686張，累積銷售量66,828 張。
- 單曲「SECRET AMBITION」Oricon 初登場第2位。初動38,538張，累積銷售量75,256張。
- DVD《NANA MIZUKI LIVE MUSEUM×UNIVERSE》首周售出1.5万，ORICON 音樂DVD周排行榜第二位，综合排名第五位。
- 單曲「MASSIVE WONDERS」Oricon 初登場第4位。初動41,838張，累積銷售量60,664張。
- 專輯「GREAT ACTIVITY」Oricon 初登場第2位。初動43,126張，累積銷售量66,634張。
- 單曲「STARCAMP EP」Oricon 初登場第5位。初動37,353張，累積銷售量58,175張。
- DVD《NANA MIZUKI LIVE FORMULA at SAITAMA SUPER ARENA》ORICON 音樂DVD周排行榜第一位，综合排名第四位。
- 單曲「Trickster」Oricon 初登場第2位，2008年年度單曲銷量第100名。初動57,201張，累積銷售量82,297張。
- 單曲「深愛」Oricon 初登場第2位，2009年1月21日單日排名第1位。初動42,630張，累積銷售量62,869張。2009年上半年Oricon单曲总销量排名Top48。
- 專輯「ULTIMATE DIAMOND」Oricon 初登場第1位，2009年6月3日單日排名第1位，Oricon周排行榜第1位，創下聲優專輯史上最高排名紀錄。初動74,206張，累積銷售量104,902 張。
- 單曲「夢幻」Oricon 初登場第4位，日間最高順位第2位，週間最高順位第3位。初動44,718張，累積銷售量64,989張。2009年年度Oricon单曲总销量排名Top99。
- 單曲「PHANTOM MINDS」Oricon 初登場第1位，日間最高順位第1位，週間最高順位第1位，創下聲優單曲史上最高排名紀錄。初動53,970張，累積銷售量94,369張。
- 單曲「Silent Bible」Oricon 初登場第3位，日間最高順位第2位，週間最高順位第3位。初動50,646張，累積銷售量72,062張。
- 專輯「IMPACT EXCITER」Oricon 初登場第2位，日間最高順位第2位，週間最高順位第2位。初動93,364張，累積銷售量126,175張。2010年7月月度第7位。
- 單曲「SCARLET KNIGHT」Oricon 初登場第2位，日間最高順位第2位，週間最高順位第2位。初動55,366張，累積銷售量87,209張。
- 單曲「POP MASTER」Oricon 初登場第3位，日間最高順位第3位，週間最高順位第3位。初動51,883張，累積銷售量73,609張。
- 單曲「純潔パラドックス」Oricon 初登場第3位，日間最高順位第2位，週間最高順位第3位。初動50,811張，累積銷售量72,746張。
- 精選輯「THE MUSEUM II」Oricon 初登場第2位，日間最高順位第2位，週間最高順位第3位。初動82,649張，累積銷售量129,764張。
- 單曲「Synchrogazer」Oricon 初登場第2位，日間最高順位第2位，週間最高順位第2位。初動51,017張，累積銷售量79,505張。
- 單曲「TIME SPACE EP」Oricon 初登場第3位，日間最高順位第3位，週間最高順位第3位。初動52,974張，累積銷售量75,567張。
- 單曲「BRIGHT STREAM」Oricon 初登場第2位，日間最高順位第1位，週間最高順位第2位。初動75,379張，累積銷售量102,924張，成為現時銷售量最多的水樹單曲。
- 專輯「ROCKBOUND NEIGHBORS」Oricon 初登場第2位，日間最高順位第1位，週間最高順位第2位。初動96,661張，累積銷售量139,004張，成為現時銷售量最多的水樹音樂作品。
- 單曲「Vitalization」Oricon 初登場第4位，日間最高順位第1位，週間最高順位第3位。初動61,648張，累積銷售量81,793張。
- 專輯「SUPERNAL LIBERTY」Oricon 初登場第1位，日間最高順位第1位，週間最高順位第1位。初動76,144張，累積銷售量100,244張

### 其他
- 2007年3月3日，獲得由聲優Awards第一屆所頒發的歌唱賞（Justice to Believe）。
- 2010年3月6日，獲得由聲優Awards第四屆所頒發的富山敬賞（話題賞）。

## 音樂作品

### 單曲
| 編號 | 發售日         | 標題                                   | 規格編號                                              | 最高位 |
| ---- | -------------- | -------------------------------------- | ----------------------------------------------------- | ------ |
| 1st  | 2000年12月6日  | 想い                                   | KICM-1010                                             | 184位  |
| 2nd  | 2001年4月25日  | Heaven Knows                           | KICM-1019                                             | 圏外   |
| 3rd  | 2001年8月29日  | The place of happiness                 | KICM-1030                                             | 圏外   |
| 4th  | 2002年5月1日   | LOVE & HISTORY                         | KICM-1047                                             | 49位   |
| 5th  | 2002年5月1日   | POWER GATE                             | KICM-1048                                             | 50位   |
| 6th  | 2002年9月25日  | suddenly 〜巡り合えて〜/Brilliant Star | KICM-1057                                             | 20位   |
| 7th  | 2003年4月23日  | New Sensation                          | KICM-1071                                             | 20位   |
| 8th  | 2003年7月16日  | still in the groove                    | KICM-1075                                             | 17位   |
| 9th  | 2004年4月7日   | パノラマ-Panorama-                     | KICM-1100                                             | 14位   |
| 10th | 2004年10月6日  | innocent starter                       | KICM-1115                                             | 9位    |
| 11th | 2005年5月18日  | WILD EYES                              | KICM-1133                                             | 13位   |
| 12th | 2005年10月19日 | ETERNAL BLAZE                          | KICM-1148                                             | 2位    |
| 13th | 2006年1月18日  | SUPER GENERATION                       | KICM-1156                                             | 6位    |
| 14th | 2006年11月15日 | Justice to Believe/アオイイロ          | KICM-1185                                             | 4位    |
| 15th | 2007年4月18日  | SECRET AMBITION                        | KICM-1199                                             | 2位    |
| 16th | 2007年8月22日  | MASSIVE WONDERS                        | KICM-1211                                             | 4位    |
| 17th | 2008年2月6日   | STARCAMP EP                            | KICM-1228                                             | 5位    |
| 18th | 2008年10月1日  | Trickster                              | KICM-1251                                             | 2位    |
| 19th | 2009年1月21日  | 深愛                                   | KICM-1270                                             | 2位    |
| 20th | 2009年10月28日 | 夢幻                                   | KICM-1294                                             | 3位    |
| 21st | 2010年1月13日  | PHANTOM MINDS                          | KICM-1299                                             | 1位    |
| 22nd | 2010年2月10日  | Silent Bible                           | KICM-1301                                             | 3位    |
| 23rd | 2011年4月13日  | SCARLET KNIGHT                         | KICM-1335                                             | 2位    |
| 24th | 2011年4月13日  | POP MASTER                             | KICM-1336                                             | 3位    |
| 25th | 2011年8月3日   | 純潔パラドックス                       | KICM-1353                                             | 3位    |
| 26th | 2012年1月11日  | Synchrogazer                           | KICM-1377                                             | 2位    |
| 27th | 2012年6月6日   | TIME SPACE EP                          | KICM-1392                                             | 3位    |
| 28th | 2012年8月1日   | BRIGHT STREAM                          | KICM-1403                                             | 2位    |
| 29th | 2013年7月31日  | Vitalization                           | KICM-1461                                             | 3位    |
| 30th | 2014年10月15日 | 禁断のレジスタンス                     | KICM-1542                                             | 5位    |
| 31st | 2015年1月14日  | エデン                                 | KICM-1567                                             | 2位    |
| 32nd | 2015年4月22日  | Angel Blossom                          | KICM-91590 (CD+BD) KICM-91591 (CD+DVD) KICM-1590 (CD) | 4位    |
| 33rd | 2015年7月22日  | Exterminate                            | KICM-1609                                             | 3位    |
| 34th | 2016年7月13日  | STARTING NOW！                         | KICM-1690                                             | 3位    |
| 35th | 2017年7月19日  | Destiny's Prelude                      | KICM-1769                                             | 3位    |
| 36th | 2017年7月19日  | TESTAMENT                              | KICM-1770                                             | 2位    |
| 37th | 2018年9月26日  | WONDER QUEST EP                        | KICM-1888                                             | 3位    |
| 38th | 2018年10月24日 | NEVER SURRENDER                        | KICM-1889                                             | 5位    |
| 39th | 2019年7月17日  | METANOIA                               | KICM-1954                                             | 8位    |
| 40th | 2020年10月7日  | FIRE SCREAM/No Rain, No Rainbow        | KICM-2063                                             | 2位    |
| 41th | 2021年10月27日 | Get up! Shout!                         | KICM-2109                                             | 5位    |

#### 合作單曲
| 編號 | 發售日         | 標題            | 規格編號                        | 最高位 |
| ---- | -------------- | --------------- | ------------------------------- | ------ |
| 1st  | 2013年5月15日  | Preserved Roses | ESCL-4049 ESCL-4050 ESCL-4051   | 第2位  |
| 2nd  | 2013年10月23日 | 革命Dualism     | KICM-91471 KICM-91472 KICM-1473 | 第2位  |

#### 單曲銷售排行
| 順序 | 作品           | 發行日期      | 銷售數量 |
| ---- | -------------- | ------------- | -------- |
| 1    | BRIGHT STREAM  | 2012年8月1日  | 102,924  |
| 2    | PHANTOM MINDS  | 2010年1月13日 | 94,369   |
| 3    | SCARLET KNIGHT | 2011年4月13日 | 87,209   |
| 4    | Trickster      | 2008年10月1日 | 82,297   |
| 5    | Vitalization   | 2013年7月31日 | 81,793   |
| 6    | Synchrogazer   | 2012年1月11日 | 79,505   |

### 專輯

#### 原創專輯
| 編號 | 發售日         | 標題                | 規格       | 規格編號   | 最高位 |
| ---- | -------------- | ------------------- | ---------- | ---------- | ------ |
| 1st  | 2001年12月5日  | supersonic girl     | CD         | KICS-931   | 60位   |
| 2nd  | 2002年11月6日  | MAGIC ATTRACTION    | CD         | KICS-979   | 21位   |
| 3rd  | 2003年11月27日 | DREAM SKIPPER       | CD         | KICS-1043  | 25位   |
| 4th  | 2004年12月8日  | ALIVE & KICKING     | CD         | KICS-1125  | 17位   |
| 5th  | 2006年5月3日   | HYBRID UNIVERSE     | CD+DVD     | KIZC-1/2   | 3位    |
| 6th  | 2007年11月14日 | GREAT ACTIVITY      | CD+DVD     | KICS-91339 | 2位    |
| 6th  | 2007年11月14日 | GREAT ACTIVITY      | CD         | KICS-1339  | 2位    |
| 7th  | 2009年6月3日   | ULTIMATE DIAMOND    | CD+DVD     | KICS-91470 | 1位    |
| 7th  | 2009年6月3日   | ULTIMATE DIAMOND    | CD         | KICS-1470  | 1位    |
| 8th  | 2010年7月7日   | IMPACT EXCITER      | CD+DVD     | KICS-91564 | 2位    |
| 8th  | 2010年7月7日   | IMPACT EXCITER      | CD         | KICS-1564  | 2位    |
| 9th  | 2012年12月12日 | ROCKBOUND NEIGHBORS | CD+Blu-ray | KICS-91847 | 2位    |
| 9th  | 2012年12月12日 | ROCKBOUND NEIGHBORS | CD+DVD     | KICS-91848 | 2位    |
| 9th  | 2012年12月12日 | ROCKBOUND NEIGHBORS | CD         | KICS-1847  | 2位    |
| 10th | 2014年4月16日  | SUPERNAL LIBERTY    | CD+Blu-ray | KICS-93036 | 1位    |
| 10th | 2014年4月16日  | SUPERNAL LIBERTY    | CD+DVD     | KICS-93037 | 1位    |
| 10th | 2014年4月16日  | SUPERNAL LIBERTY    | CD         | KICS-3036  | 1位    |
| 11th | 2015年11月11日 | SMASHING ANTHEMS    | CD+Blu-ray | KICS-93297 | 2位    |
| 11th | 2015年11月11日 | SMASHING ANTHEMS    | CD+DVD     | KICS-93298 | 2位    |
| 11th | 2015年11月11日 | SMASHING ANTHEMS    | CD         | KICS-3297  | 2位    |
| 12th | 2016年12月21日 | NEOGENE CREATION    | CD+Blu-ray | KICS-93456 | 2位    |
| 12th | 2016年12月21日 | NEOGENE CREATION    | CD+DVD     | KICS-93457 | 2位    |
| 12th | 2016年12月21日 | NEOGENE CREATION    | CD         | KICS-3456  | 2位    |
| 13th | 2019年12月11日 | CANNONBALL RUNNING  | CD+Blu-ray | KICS-93884 | 3位    |
| 13th | 2019年12月11日 | CANNONBALL RUNNING  | CD+DVD     | KICS-93885 | 3位    |
| 13th | 2019年12月11日 | CANNONBALL RUNNING  | CD         | KICS-3884  | 3位    |
| 14th | 2022年7月6日   | DELIGHTED REVIVER   | CD+Blu-ray | KICS-94071 |        |
| 14th | 2022年7月6日   | DELIGHTED REVIVER   | CD+DVD     | 不適用     |        |
| 14th | 2022年7月6日   | DELIGHTED REVIVER   | CD         | KICS-4071  |        |

#### 精选集
| 發售日         | 標題          | 規格       | 規格編號     | 最高位 |
| -------------- | ------------- | ---------- | ------------ | ------ |
| 2007年2月7日   | THE MUSEUM    | CD+DVD     | KIZC-3/4     | 5位    |
| 2011年11月23日 | THE MUSEUM II | CD+Blu-ray | KIZC-139/140 | 3位    |
| 2011年11月23日 | THE MUSEUM II | CD+DVD     | KIZC-141/142 | 3位    |
| 2018年1月10日  | THE MUSEUM Ⅲ  | CD+Blu-ray | KIZC-437,438 | 2位    |
| 2018年1月10日  | THE MUSEUM Ⅲ  | CD+DVD     | KIZC-439,440 | 2位    |

### 影像作品

#### PV集
| 發售日         | 標題         | 規格 | 規格編號     | 音樂最高位 | 總合最高位 |
| -------------- | ------------ | ---- | ------------ | ---------- | ---------- |
| 2003年1月22日  | NANA CLIPS 1 | DVD  | KIBM-40      | 8位        | 44位       |
| 2004年7月7日   | NANA CLIPS 2 | DVD  | KIBM-68      | 6位        | 21位       |
| 2006年1月18日  | NANA CLIPS 3 | DVD  | KIBM-103     | 1位        | 3位        |
| 2008年7月2日   | NANA CLIPS 4 | DVD  | KIBM-170     | 2位        | 3位        |
| 2010年10月27日 | NANA CLIPS 5 | BD   | KIXM-20      | 1位        | 1位        |
| 2010年10月27日 | NANA CLIPS 5 | DVD  | KIBM-258/259 | 1位        | 1位        |
| 2013年12月11日 | NANA CLIPS 6 | BD   | KIXM-132     | 1位        | 1位        |
| 2013年12月11日 | NANA CLIPS 6 | DVD  | KIBM-383/384 | 1位        | 1位        |
| 2016年4月6日   | NANA CLIPS 7 | BD   | KIXM-229     | 3位        | 3位        |
| 2016年4月6日   | NANA CLIPS 7 | DVD  | KIBM-558/559 | 3位        | 3位        |
| 2019年3月20日  | NANA CLIPS 8 | BD   | KIXM-367     | 2位        |            |
| 2019年3月20日  | NANA CLIPS 8 | DVD  | KIBM-787     | 2位        |            |

#### Live影像
| 發售日         | 標題                                                  | DVD最高位 | BD最高位 |
| -------------- | ----------------------------------------------------- | --------- | -------- |
| 2003年3月26日  | NANA MIZUKI "LIVE ATTRACTION" THE DVD                 | 16位      | -        |
| 2004年3月3日   | NANA MIZUKI LIVE SKIPPER COUNTDOWN THE DVD and more   | 6位       | -        |
| 2005年4月6日   | NANA MIZUKI LIVE RAINBOW at BUDOUKAN                  | 7位       | -        |
| 2006年6月21日  | NANA MIZUKI LIVEDOM-BIRTH- at BUDOKAN                 | 3位       | -        |
| 2007年6月6日   | NANA MIZUKI LIVE MUSEUM×UNIVERSE                      | 2位       | -        |
| 2008年5月9日   | NANA MIZUKI LIVE FORMULA at SAITAMA SUPER ARENA       | 1位       | -        |
| 2008年12月25日 | NANA MIZUKI LIVE FIGHTER -BLUE SIDE-                  | 6位       | -        |
| 2008年12月25日 | NANA MIZUKI LIVE FIGHTER -RED SIDE-                   | 7位       | -        |
| 2008年12月25日 | NANA MIZUKI LIVE FIGHTER -BLUE×RED SIDE-              | -         | 1位      |
| 2009年12月23日 | NANA MIZUKI LIVE DIAMOND×FEVER                        | 5位       | 1位      |
| 2010年12月22日 | NANA MIZUKI LIVE GAMES×ACADEMY【RED】                 | 9位       | 2位      |
| 2010年12月22日 | NANA MIZUKI LIVE GAMES×ACADEMY【BLUE】                | 8位       | 1位      |
| 2011年10月5日  | NANA MIZUKI LIVE GRACE -ORCHESTRA-                    | 2位       | 1位      |
| 2012年5月2日   | NANA MIZUKI LIVE CASTLE×JOURNEY -QUEEN-               | 5位       | 1位      |
| 2012年5月2日   | NANA MIZUKI LIVE CASTLE×JOURNEY -KING-                | 6位       | 2位      |
| 2013年5月1日   | NANA MIZUKI LIVE GRACE -OPUS II-×UNION                | 2位       | 1位      |
| 2014年5月28日  | NANA MIZUKI LIVE CIRCUS×CIRCUS+×WINTER FESTA          | 2位       | 1位      |
| 2015年1月14日  | NANA MIZUKI LIVE FLIGHT×FLIGHT+                       | 3位       | 1位      |
| 2015年6月17日  | NANA MIZUKI LIVE THEATER -ACOUSTIC-                   | 3位       | 3位      |
| 2016年1月21日  | NANA MIZUKI LIVE ADVENTURE                            | 4位       | 3位      |
| 2016年9月14日  | NANA MIZUKI LIVE GALAXY -GENESIS-                     | 6位       | 2位      |
| 2016年9月14日  | NANA MIZUKI LIVE GALAXY -FRONTIER-                    | 5位       | 1位      |
| 2017年3月8日   | NANA MIZUKI LIVE PARK × MTV Unplugged: Nana Mizuki    | 5位       | 2位      |
| 2017年11月15日 | NANA MIZUKI LIVE ZIPANGU×出雲大社御奉納公演~月花之宴~ | 3位       | 2位      |
| 2018年6月20日  | NANA MIZUKI LIVE GATE                                 | 2位       | 2位      |
| 2019年4月24日  | NANA MIZUKI LIVE GRACE OPUS Ⅲ × ISLAND ×ISLAND+       | 9位       | 1位      |
| 2020年3月25日  | NANA MIZUKI LIVE EXPRESS                              | 12位      | 4位      |

### 商業搭配一覽
| 樂曲                             | 相關作品 |
| 2000年                           | 2000年 |
| -------------------------------- | --- |
|                                  | Drama CD《少年進化論plus》印象曲                                                                                              |
|                                  | 電視動畫《》片頭曲 PS2遊戲《》片頭曲                                                                                          |
| 2001年                           | |
| Heaven Knows                     | 電視動畫《RUN=DIM》片尾曲 |
| TRANSMIGRATION                   | 廣播節目《ES》自製歌曲 |
| The place of happiness           | PS2遊戲《》片頭曲 |
|                                  | PS/DC遊戲《Memories Off 2nd》片尾曲                                                                                           |
| NANA色 〜Special album version〜 | 朝日電視台《》片尾曲 |
| 2002年                           | |
| Birdie,birdie                    | 電視動畫《七人之奈奈》片尾曲                                                                                                  |
| LOVE & HISTORY                   | PS2遊戲《GENERATION OF CHAOS NEXT》片頭曲                                                                                     |
| POWER GATE                       | 大阪電視台《M-VOICE》片尾曲                                                                                                   |
|                                  | PS2遊戲《》片尾曲 |
|                                  | GBA遊戲《姫騎士物語 PrincessBlue》印象曲                                                                                      |
| Brilliant Star                   | Drama CD《少年進化論plus Special番外編 中年進化論plus》印象曲                                                                 |
|                                  | DC/PS2遊戲《 〜Memories Off〜》片頭曲                                                                                         |
| 2003年                           | |
| New Sensation                    | 菅公學生服《》CM歌曲 |
| Nocturne                         | OVA《秋之回憶2》片頭曲 |
| still in the groove              | 多玩國《》CM歌曲 |
|                                  | PS2/Xbox遊戲《》片頭曲 |
| 2004年                           | |
| -Panorama-                       | PS遊戲《》片頭曲 |
|                                  | PS2遊戲《秋之回憶：從今以後》片頭曲                                                                                           |
| innocent starter                 | 電視動畫《魔法少女奈葉》片頭曲                                                                                                |
| Take a shot                      | 電視動畫《魔法少女奈葉》插曲                                                                                                  |
| 2005年                           | |
| WILD EYES                        | 電視動畫《甲賀忍法帖》片尾曲 Ver.1                                                                                            |
|                                  | 電視動畫《甲賀忍法帖》片尾曲 Ver.2                                                                                            |
| 76th Star                        | Drama CD《淘氣小親親》片頭曲                                                                                                  |
| 「」                             | Drama CD《淘氣小親親》片尾曲                                                                                                  |
| ETERNAL BLAZE                    | 電視動畫《魔法少女奈葉A's》片頭曲                                                                                             |
| BRAVE PHOENIX                    | 電視動畫《魔法少女奈葉A's》插曲                                                                                               |
| 2006年                           | |
| SUPER GENERATION                 | 朝日電視台《》片尾曲 |
| 光                               | PS2遊戲《》主題歌 |
| 残光                             | 朝日電視台《》片尾曲 |
| Justice to Believe               | PS2遊戲《狂野歷險 the Vth Vanguard》主題歌                                                                                    |
|                                  | 東京電視台《》片尾曲 |
| Crystal Letter                   | PS2遊戲《狂野歷險 the Vth Vanguard》片尾曲                                                                                    |
| 2007年                           | |
| SECRET AMBITION                  | 電視動畫《魔法少女奈葉StrikerS》前期片頭曲                                                                                    |
| Heart-shaped chant               | PS2遊戲《光明之風》片頭曲 |
| Level Hi!                        | TBS《》2007年4月〜6月片尾曲                                                                                                   |
| MASSIVE WONDERS                  | 電視動畫《魔法少女奈葉StrikerS》後期片頭曲 日本電視台《》2007年8月度片尾曲                                                    |
| Happy Dive                       | 日本電視台《》2007年8月度片尾曲                                                                                               |
| Pray                             | 電視動畫《魔法少女奈葉StrikerS》插曲                                                                                          |
| Orchestral Fantasia              | 日本電視台《音樂戰士 MUSIC FIGHTER》2007年11月度POWER PLAY                                                                    |
| 2008年                           | |
| Astrogation                      | 日本電視台《音樂戰士 MUSIC FIGHTER》2008年2月度片頭曲                                                                         |
| COSMIC LOVE                      | 電視動畫《十字架與吸血鬼》片頭曲 任天堂DS遊戲《十字架與吸血鬼 七夕之陽海學園小姐》片頭曲 電視動畫《十字架與吸血姬 CAPU2》插曲 |
| Dancing in the velvet moon       | 電視動畫《十字架與吸血鬼》片尾曲                                                                                              |
| Trickster                        | 多玩國《animelo mix》CM歌曲 日本電視台《音樂戰士 MUSIC FIGHTER》POWER PLAY                                                    |
| DISCOTHEQUE                      | 電視動畫《十字架與吸血姬 CAPU2》片頭曲 日本電視台《SUKKIRI!!》2008年9月度片尾曲                                               |
| Trinity Cross                    | 電視動畫《十字架與吸血姬 CAPU2》片尾曲                                                                                        |
| 2009年                           | |
| 深愛                             | 電視動畫《白色相簿》片頭曲 日本電視台《音樂戰士 MUSIC FIGHTER》2009年1月度POWER PLAY                                          |
| PRIDE OF GLORY                   | 日本電視台《》2009年1月度片尾曲                                                                                               |
| Baby Doll                        | TOKYO FM《》片尾曲 |
| Gimmick Game                     | TBS《》片頭曲 |
|                                  | TBS《》2009年5月・6月度片尾曲                                                                                                 |
| 夢幻                             | 電視動畫《白色相簿》片頭曲 多玩國《animelo mix》CM歌曲                                                                        |
| 天空                             | OVA《交響曲傳奇 THE ANIMATION 泰瑟亞蘭之章》片頭曲                                                                            |
| Dear Dream                       | TBS《》片尾曲 |
| STORIES                          | 日本電視台《》印象曲 |
| 2010年                           | |
| PHANTOM MINDS                    | 劇場版《魔法少女奈葉 The MOVIE 1st》片頭曲 日本電視台《音樂戰士 MUSIC FIGHTER》2010年1月度POWER PLAY                          |
| Don't be long                    | 劇場版《魔法少女奈葉 The MOVIE 1st》插曲                                                                                      |
| Song Communication               | TOKYO FM《》片尾曲 |
| 十字架                           | 街機《Shining Force CROSS》片頭曲                                                                                             |
| Silent Bible                     | PSP遊戲《魔法少女奈葉A's PORTABLE -THE BATTLE OF ACES-》片頭曲                                                                |
| UNCHAIN∞WORLD                    | DS遊戲《無限邊疆EXCEED 超級機器人大戰OG SAGA》片頭曲                                                                          |
|                                  | TBS《爆!爆!爆笑問題》2010年6・7月片尾曲                                                                                       |
| Young Alive!                     | 日本科學未来館 球幕影院GAIA 上映動畫《Young Alive! 〜iPS〜》主題歌                                                            |
|                                  | TOKYO FM《》片尾曲 |
| 2011年                           | |
| SCARLET KNIGHT                   | 電視動畫《DOG DAYS》片頭曲 朝日電視台《》2011年4月度片尾曲 愛媛朝日電視台《》2011年4月度片尾曲                                |
| HIGH-STEPPER                     | TBS《》2011年4月・5月度片尾曲                                                                                                 |
| POP MASTER                       | 日本電視台《》片頭曲 |
| UNBREAKABLE                      | 任天堂3DS版・PSP版《Unchained Blades》片頭曲                                                                                  |
|                                  | 電視動畫《BLOOD-C》片尾曲 |
| 7COLORS                          | TBS《》片尾曲 |
| Stay Gold                        | TOKYO FM《》片尾曲 |
| ROMANCERS' NEO                   | PSP用遊戲《魔法少女奈葉A's PORTABLE -THE GEARS OF DESTINY-》片頭曲                                                            |
| 2012年                           | |
| Synchrogazer                     | 電視動畫《戰姬絕唱SYMPHOGEAR》片頭曲                                                                                          |
| Love Brick                       | 電視劇《變身指令》主題歌 |
| METRO BAROQUE                    | 劇場版《BLOOD-C The Last Dark》主題歌                                                                                         |
| PARTY! PARTY!                    | TBS《》2012年6月・7月度片頭曲                                                                                                 |
|                                  | 明治《》主題歌 |
| ONE                              | NHK BS Premium3《》片尾曲 |
| BRIGHT STREAM                    | 劇場版《魔法少女奈葉 The MOVIE 2nd A's》主題歌                                                                                |
| FEARLESS HERO                    | 電視動畫《DOG DAYS'》片頭曲                                                                                                   |
| Sacred Force                     | 劇場版《魔法少女奈葉 The MOVIE 2nd A's》插曲                                                                                  |
| Lovely Fruit                     | 電視動畫《美食獵人TORIKO》片尾曲                                                                                              |
| LINKAGE                          | 任天堂3DS/PSP版《Unchained Blades Exxiv》主題歌                                                                               |
|                                  | TOKYO FM《》片尾曲 |
| 奇跡                             | PSP遊戲《光明之舟》主題歌 |
| Happy☆Go-Round!                  | 電視劇《變身指令2》主題歌 |
| 2013年                           | |
| Vitalization                     | 電視動畫《戰姬絕唱SYMPHOGEAR G》片頭曲                                                                                        |
|                                  | 動畫電影《宇宙戰艦大和號2199 第七章》片尾曲                                                                                   |
|                                  | TOKYO FM《》片尾曲 |
| 2014年                           | |
|                                  | TBS系列節目《COUNT DOWN TV》2014年4・5月度片頭曲                                                                              |
| Rock you baby！                  | 「animeloLIVE！」CM歌曲 |
|                                  | TOKYO FM《》片尾曲 |
| Million Ways=One Destination     | iOS/Android版《乖離性百萬亞瑟王》主題歌                                                                                       |
|                                  | 電視動畫《CROSSANGE 天使與龍的輪舞》前期片頭曲                                                                                |
| BLUE                             | 動畫電影《宇宙戰艦大和號2199 追憶的航海》片尾曲                                                                               |
| Necessary                        | 電視動畫《CROSSANGE 天使與龍的輪舞》插曲                                                                                      |
| 2015年                           | |
|                                  | 電視動畫《CROSSANGE 天使與龍的輪舞》後期片尾曲                                                                                |
| No Limit                         | 電視動畫《DOG DAYS″》片頭曲                                                                                                   |
|                                  | 日本電視台《SUKKIRI!!》2015年1月主題曲 「animelo mix」CM歌曲                                                                  |
| 2024年                           | |
| ADRENALIZED                      | 電視動畫《極速星舞》片頭曲 |

### 角色歌曲/Drama
- 門倉千紗都 Mini Album
- Love Hina 春之Special Album
- Vocal Album
- 天使演唱會 Vocal Collection
- SHAMANKING Vocal Collection
- 瓶詰妖精 IMAGE ALBUM 「four seasons」
- 解決! Original Sound Album
- ~MELODY~ HAPPY☆LESSON SONG集
- ROZEN MAIDEN DRAMA CD
- HAPPY☆LESSON HARAHARA MUSIC CD
- 魔法少女奈葉 SOUND STAGE 02
- 魔法少女奈葉 SOUND STAGE 03
- tactics SOUND FILE Vol.2
- 「ICHIGO 100％」Charater File 3 南戸唯
- 魔法少女奈葉 A's SOUND STAGE 01
- 魔法少女奈葉 A's SOUND STAGE 02
- 魔法少女奈葉 A's SOUND STAGE 03
- 吉永家的石像怪 Charcter Song「Promise you」
- Tsuyokiss Cool×Sweet Complete Collection
- 「牙」ORIGINAL SOUNDTRACK Vol.1
- 「牙」ORIGINAL SOUNDTRACK Vol.2
- 魔法少女奈葉 StrikerS SOUND STAGE 02
- 魔法少女奈葉 StrikerS SOUND STAGE 04
- 神曲奏界 Character Song Album Meta-morphose
- 召喚少女 〜ElementalGirl Calling〜 Character Song Mini-album
- AYAKASHI Characters Vol.1
- 龍鳴 Drama & Character Song Vol.2
- 南家三姊妹 Character Song Album
- 守護甜心! -
- 守護甜心! - Blue Moon
- 守護甜心! - BLACK DIAMOND
- 守護甜心! - Heartful Song
- 守護甜心! - ゆめのつぼみ
- 守護甜心! - 太陽が似合うよ
- 守護甜心! - 茜色の空
- 十字架與吸血鬼Character Song
- 十字架與吸血鬼CAPU2 Character Song
- 艾莉森與莉莉亞 Drama CD
- Heartcatch 光之美少女! つ.ぼ.み～Future Flower～
- 戦姫絶唱シンフォギア キャラクターソング 3

### 特殊歌曲
經抽選得到的碟，正常而言在店鋪不能買到。
- テルミドール -Vingt-Sept- （CD） - 2007年 - 角色歌「NOёL ~La neige~」的其中一首「テルミドール」重新錄音
- ULTIMATE DIAMOND INSTRUMENTAL TRACKS - （CD） - 2009年 - 專輯「ULTIMATE DIAMOND」的純音樂版本

### 其他音樂作品
- VINTAGE - 2001年3月7日
- ONENESS（ANIMATE獨家發售） - 2005年6月24日
- OUTRIDE（CD+DVD） - 2006年6月9日
- Generation-A（CD）[66] - 2007年6月20日
- Yells～It's a beautiful life～ - 2008年7月23日

### 演唱會
- （2000年1月23日）
- （2001年1月21日）
- （2001年12月23日）
- NANA MIZUKI LIVE ATTRACTION 2002 （2002年-2003年冬共演4場）
- NANA MIZUKI LIVE SENSATION 2003 Zepp Side / Hall Side （2003年夏共演10場）
- NANA MIZUKI LIVE SKIPPER COUNTDOWN 2003-2004 （2003年12月31日-2004年1月1日）
- NANA MIZUKI LIVE SPARK 2004 -summer- （2004年夏共演7場）
- NANA MIZUKI LIVE RAINBOW 2004-2005 （2004-2005年冬共演3場）
- NANA MIZUKI LIVE ROCKET 2005 ~summer~ （2005年夏共演6場）
- NANA MIZUKI LIVEDOM 2006 -BIRTH- （2006年1月21日）
- NANA MIZUKI LIVE UNIVERSE 2006 ~summer~ （2006年夏共演8場）
- NANA MIZUKI LIVE MUSEUM 2007 （2007年2月12日）
- NANA SUMMER FESTA 2007 （2007年7月22日）
- NANA MIZUKI LIVE FORMULA 2007~2008 （2007年12月2日-2008年1月3日共演7場）
- NANA MIZUKI LIVE FIGHTER 2008 BLUE SIDE/RED SIDE （2008年7月5日、6日）
- NANA MIZUKI LIVE FEVER 2009 （2009年1月10日-25日共演7場）
- NANA MIZUKI LIVE Diamond 2009 （2009年7月5日）
- NANA MIZUKI LIVE ACADEMY 2010 LESSON 1 2月14日、LESSON 2 2月20日、LESSON 3 3月7日、LESSON 4 3月13日、LESSON 5 3月14日、LESSON 6 3月20日、LESSON 7 3月27日
- NANA MIZUKI LIVE GAMES 2010 RED / BLUE STAGE（2010年7月24日、25日）
- NANA MIZUKI LIVE GRACE 2011 -ORCHESTRA-（2011年1月22日、23日）
- NANA MIZUKI LIVE JOURNEY 2011（2011年夏共演14場）
- NANA MIZUKI LIVE CASTLE 2011 （2011年12月3日、4日）
- NANA MIZUKI LIVE UNION 2012 （2012年6月24日-2012年9月8日共演14場）
- NANA MIZUKI LIVE GRACE 2013 -OPUS Ⅱ-（2013年1月19日、20日）
- NANA MIZUKI LIVE CIRCUS 2013 （2013年7月7日-2013年8月18日共演11場）
- NANA MIZUKI LIVE CIRCUS 2013+ （2013年11月23日、24日共演2場）
- NANA WINTER FESTA 2014 （2014年1月18日、19日）
- NANA MIZUKI LIVE FLIGHT 2014 （2014年6月1日-2014年8月3日共演14場）
- NANA MIZUKI LIVE FLIGHT 2014+ （2014年9月27日，10月4日、5日共演3場）
- NANA MIZUKI LIVE THEATER 2015 -ACOUSTIC- （2015年1月17日、18日）
- NANA MIZUKI LIVE ADVENTURE 2015（2015年7月4日-2015年9月19日共演14場）
- NANA MIZUKI LIVE GALAXY 2016（2016年4月9日、10日共演2場）
- NANA MIZUKI LIVE PARK 2016（2016年9月22日）
- NANA MIZUKI LIVE ZIPANGU 2017
- NANA MIZUKI LIVE GATE 2018
- NANA MIZUKI LIVE ISLAND 2018(2018年6月23日-2018年9月1日共演12場)
- NANA MIZUKI LIVE ISLAND 2018+(2018年9月29日)
- NANA MIZUKI LIVE GRACE 2019 -OPUS Ⅲ-(2019年1月19日、20日)

### 其他音樂活動
- 2001年：HAPPY LESSON CONCERT，Memories Off 1st Concert
- 2003年：Memories Off 2nd Concert
- 2005年：Animelo Summer Live 2005
- 2006年：Animelo Summer Live 2006
- 2007年：Animelo Summer Live 2007
- 2008年：Animelo Summer Live 2008
- 2009年：Animelo Summer Live 2009
- 2010年：Animelo Summer Live 2010
- 2011年：HIBARI 7 DAYS，Animelo Summer Live 2011，CLAMP FESTIVAL 2011 TOKYO
- 2012年：平安神宮奉納公演～蒼月之宴～，SYMPHOGEAR LIVE 2012
- 2013年：Animelo Summer Live 2013，Inazuma Rock Fes 2013，Anime Festival Asia 2013（首個於國外進行的活動），SYMPHOGEAR LIVE 2013
- 2014年：GOLD DISC FESTIVAL，Animelo Summer Live 2014
- 2015年：KING SUPER LIVE 2015，Big AQUAPLUS Festival -20th Anniversary-
- 2016年：SYMPHOGEAR LIVE 2016，超級機器人大戰 鋼之超感謝祭2016，MBS presents 我的美夢成真THE LIVE in 萬博公園，MTV Unplugged: Nana Mizuki
- 2017年：出雲大社御奉納公演〜月花之宴〜
- 2018年：SYMPHOGEAR LIVE 2018，KING SUPER LIVE 2018(東京、臺灣)

### 座長公演
| 年份   | 名稱                                                      | 日期・場地                         |
| ------ | --------------------------------------------------------- | ---------------------------------- |
| 2008年 | 新宿コマ劇場座長公演“水樹奈々大いに唄う”                  | 10月11日 新宿KOMA劇場              |
| 2010年 | 中野サンプラザ座長公演“水樹奈々大いに唄う 弐”             | 12月4日 中野Sun Plaza              |
| 2013年 | 両国国技館座長公演“水樹奈々大いに唄う 参”                 | 3月3日 兩國國技館                  |
| 2016年 | 国立代々木競技場第一体育館座長公演“水樹奈々大いに唄う 四” | 1月24日 國立代代木競技場第一體育館 |

## 注解
1. ↑  「奈奈」与“七”日語同音。
2. 1 2 3  .   [2013-08-03]. （原始内容存档于2013-07-24）.
3. ↑  僅次於TWO-MIX和林原惠。
4. ↑  2009年12月31日 第60回NHK红白歌合战給予的稱號，自此在MUSIC JAPAN等電視節目都標注著這個稱號。
5. ↑  .   [2015-01-16]. （原始内容存档于2017-03-18）.
6. ↑  .   [2020-07-07]. （原始内容存档于2020-07-07）.
7. ↑  . 水樹奈奈官方網站 NANA PARTY.   [2021-03-16]. （原始内容存档于2021-03-16） （日语）.
8. ↑  第一回声優アワード　受賞者発表 的存檔，存档日期2013-04-02.
9. ↑  第60回NHK紅白歌合戦：出場歌手
10. ↑  第四回声優アワード　受賞者発表 的存檔，存档日期2015-03-22.
11. ↑  第61回NHK紅白歌合戦：出場歌手
12. ↑  水樹奈々が優秀賞を受賞 - ビルボード・ジャパン・ミュージック・アワード 的存檔，存档日期2011-02-11.
13. ↑  第62回NHK紅白歌合戦：出場歌手
14. ↑  .   [2012-03-06]. （原始内容存档于2012-03-06）.
15. ↑  . Billboard JAPAN MUSIC AWARD. Billboard JAPAN. 2012-12-16  [2012-12-16]. （原始内容存档于2012-12-05）.
16. ↑  第63回NHK紅白歌合戦：出場歌手
17. ↑  .   [2015-04-22]. （原始内容存档于2015-04-19）.
18. ↑  .   [2015-04-22]. （原始内容存档于2015-04-24）.
19. ↑  .   [2015-04-22]. （原始内容存档于2015-04-23）.
20. ↑  .   [2015-04-22]. （原始内容存档于2015-04-19）.
21. ↑  .   [2015-04-22]. （原始内容存档于2015-04-19）.
22. ↑  .   [2015-04-22]. （原始内容存档于2015-04-19）.
23. ↑  .   [2015-04-22]. （原始内容存档于2015-04-19）.
24. ↑  .   [2015-04-22]. （原始内容存档于2015-04-16）.
25. ↑  nanaparty（水樹奈々）. . 水樹奈々 公式ブログ. 2009年7月20日  [2009-10-19]. （原始内容存档于2009年7月24日）.
26. ↑  nanaparty（水樹奈々）. . 水樹奈々 公式ブログ. 2009年2月15日  [2009-10-19]. （原始内容存档于2009年2月17日）.
27. ↑  Jimmy的和邪社 的存檔，存档日期2008-07-05.
28. ↑  ２ちゃんに美人声優殺人予告、21歳男逮捕 的存檔，存档日期2008-07-06.
29. ↑  .   [2008-07-06]. （原始内容存档于2009-12-28）.
30. ↑  nanaparty（水樹奈々）. . 水樹奈々 公式ブログ. 2009年12月13日  [2009-12-13]. （原始内容存档于2009年12月16日）.
31. ↑  眞鍋かをり. . 眞鍋かをりのココだけの話. 2009年12月13日  [2009-12-13]. （原始内容存档于2009年12月15日）.
32. ↑  nanaparty（水樹奈々）. . 水樹奈々 公式ブログ. 2009年4月23日  [2009-10-19]. （原始内容存档于2009年4月27日）.
33. ↑  电台节目「水樹奈々 スマイル・ギャング」内における発言などより。
34. ↑  日本电视台系列节目「ダウンタウンDX」（2009年4月23日放送分）より。
35. ↑  .   [2012-04-18]. （原始内容存档于2016-04-14）.
36. ↑  .   [2015-01-10]. （原始内容存档于2015-01-10）.
37. ↑  .   [2015-01-10]. （原始内容存档于2015-04-19）.
38. ↑  .   [2015-01-10]. （原始内容存档于2015-04-19）.
39. ↑  水樹奈奈. . 幻冬舍. : 111. ISBN 9784344019362 （日语）.
40. ↑  .   [2025-07-20]. （原始内容存档于2009-01-26） （日语）.
41. ↑  . TVアニメ 地獄少女 宵伽（よいのとぎ） 官方網站.   [2017-07-31]. （原始内容存档于2017-08-16）.
42. ↑  . ONE PIECE.com. 2019-07-06  [2019-07-06]. （原始内容存档于2019-07-06）.
43. ↑  . Comic Natalie. 2022-09-08  [2022-09-08]. （原始内容存档于2022-10-21） （日语）.
44. ↑  . Comic Natalie. 2022-06-30  [2022-06-30]. （原始内容存档于2022-07-02） （日语）.
45. ↑  . Comic Natalie. 2023-02-01  [2023-02-01]. （原始内容存档于2023-02-02） （日语）.
46. ↑  . Comic Natalie. 2023-09-24  [2023-09-24]. （原始内容存档于2023-10-08） （日语）.
47. ↑  . Comic Natalie. 2023-08-15  [2023-08-15]. （原始内容存档于2023-08-15） （日语）.
48. ↑  . Comic Natalie. 2023-02-24  [2023-02-24]. （原始内容存档于2023-02-24） （日语）.
49. ↑  . Comic Natalie. 2024-06-14  [2024-06-14]. （原始内容存档于2024-06-14） （日语）.
50. ↑  . Comic Natalie. 2024-06-25  [2024-06-25]. （原始内容存档于2024-06-25） （日语）.
51. ↑  . Comic Natalie. 2024-10-06  [2024-10-06]. （原始内容存档于2024-12-25） （日语）.
52. ↑  . Comic Natalie. 2024-09-16  [2024-09-16] （日语）.
53. ↑  . Comic Natalie. 2024-10-08  [2024-10-08]. （原始内容存档于2024-10-08） （日语）.
54. ↑  . Comic Natalie. 2025-03-04  [2025-03-04] （日语）.
55. ↑  . Comic Natalie. 2025-03-03  [2025-03-03]. （原始内容存档于2025-04-01） （日语）.
56. ↑  . Comic Natalie. 2024-12-21  [2024-12-21]. （原始内容存档于2024-12-30） （日语）.
57. ↑  . Comic Natalie. 2024-09-29  [2024-09-29]. （原始内容存档于2024-09-29） （日语）.
58. ↑  . Comic Natalie. 2025-07-27  [2025-07-27]. （原始内容存档于2025-07-27） （日语）.
59. ↑  . Comic Natalie. 2022-03-18  [2022-03-18]. （原始内容存档于2022-03-20） （日语）.
60. ↑  . MANTANWEB. 2022-06-03  [2022-06-03]. （原始内容存档于2022-06-20） （日语）.
61. ↑  . Comic Natalie. 2023-01-24  [2023-01-24]. （原始内容存档于2023-01-27） （日语）.
62. ↑  . Comic Natalie. 2024-06-20  [2024-06-20]. （原始内容存档于2024-06-20） （日语）.
63. ↑  [www.bilibili.com/video/av58897664 bilibili]
64. ↑  .   [2019-07-14]. （原始内容存档于2019-06-29）.
65. ↑  . クランクイン！. 2017-03-11  [2017-03-12]. （原始内容存档于2023-04-04）.
66. ↑  Generation-A全名為Animelo Summer Live 2007 Generation-A，是於2007年7月7日在東京的日本武道館舉行的演唱會。水樹奈奈為其中一位參與歌手。該CD收錄了這次演唱會的主題曲，由所有參與歌手（特別來賓除外）合唱。參考連結：Animelo Summer Live 2007 Generation-A （页面存档备份，存于）

## 外部連結
- 官方网站 
  - 水樹奈々 公式ブログ （页面存档备份，存于）
- オフィシャルファンクラブ「S.C. NANA NET」 （页面存档备份，存于）
- 水樹奈々オフィシャル的X（前Twitter）
- 水樹奈奈的Instagram帳戶
- YouTube上的水樹奈々 YouTube Official Channel頻道
- シグマ・セブンによる公式プロフィール （页面存档备份，存于）
- JAM STATION ななチャンネル （页面存档备份，存于） - オフィシャルファンページ